# Pulitzer-Preis 1955
Der Pulitzer-Preis 1955 war die 39. Verleihung des renommierten US-amerikanischen Literaturpreises. Es wurden Preise in 14 Kategorien im Bereich Journalismus und dem Bereich Literatur, Theater und Musik vergeben.
Die Jury des Pulitzer-Preises bestand aus 14 Personen, unter anderem Joseph Pulitzer, Sohn des Pulitzer-Preis-Stifters und Herausgeber des St. Louis Post-Dispatch und Grayson Kirk, Präsident der Columbia-Universität.

## Preisträger
| Kategorie                                                                     | Preisträger                                    | Begründung |
| ----------------------------------------------------------------------------- | ---------------------------------------------- | --- |
| Dienst an der Öffentlichkeit (Public Service)                                 | Columbus Ledger und Sunday Ledger-Enquirer     | Preis verliehen für die Berichterstattung und den redaktionellen Angriff der Korruption in Phenix City. |
| Lokale Berichterstattung, zeitnahe Ausgabe (Local Reporting, Edition Time)    | Caro Brown, Alice Daily Echo                   | Preis verliehen für eine Nachrichtenreihe die sich mit dem erfolgreichen Angriff auf die politische Ein-Mann-Herrschaft im benachbarten Duval County befasste und den Fakten hinter den täglich Ereignissen.                   |
| Lokale Berichterstattung, ohne Ausgabezeit (Local Reporting, No Edition Time) | Roland Kenneth Towery, Cuero Record            | Preis verliehen für eine Serie von Artikeln, die einen Skandal in der Verwaltung des Veterans Land Program in Texas aufdeckte.                                                                                                 |
| Berichterstattung im Inland (National Reporting)                              | Anthony Lewis, Washington Daily News           | Preis verliehen für die Veröffentlichung einer Reihe von Artikeln, die sich damit beschäftigten, den Ruf des Angestellten des US Navy Department Abraham Chasanow wieder reinzuwaschen und eine Wiedereinstellung zu erwirken. |
| Auslandsberichterstattung (International Reporting)                           | Harrison E. Salisbury,The New York Times       | Preis verliehen für seine Artikelserie mit dem Titel Russia Re-Viewed, in der er sechs Jahre lang aus der Sowjetunion berichtete.                                                                                              |
| Leitartikel (Editorial Writing)                                               | Royce Howes, Detroit Free Press                | Preis verliehen für den Leitartikel The Cause of a strike, über die Rolle des Managements und der Arbeitnehmer im nicht autorisierten Streik im Juli 1954 bei Chrysler, in dessen Folge 45.000 Arbeiter nicht bezahlt wurden.  |
| Karikatur (Editorial Cartooning)                                              | Daniel R. Fitzpatrick, St. Louis Post-Dispatch | Preis verliehen für die Karikatur mit dem Titel How Would Another Mistake Help? |
| Fotografie (Photography)                                                      | John L. Gaunt, Los Angeles Times               | Preis verliehen für die Fotografie Tragedy by the Sea, die ein Paar zeigt, das auf die aufgewühlte See schaut, in der wenige Minuten zuvor ihr Sohn ertrunken war.                                                             |

| Kategorie                                                   | Preisträger                                                                                  |
| ----------------------------------------------------------- | -------------------------------------------------------------------------------------------- |
| Belletristik (Fiction)                                      | A Fable von William Faulkner                                                                 |
| Theater (Drama)                                             | Cat on A Hot Tin Roof (dt. Titel: Die Katze auf dem heißen Blechdach) von Tennessee Williams |
| Geschichte (History)                                        | Great River: The Rio Grande in North American History von Paul Horgan                        |
| Biographie oder Autobiographie (Biography or Autobiography) | The Taft Story von William S. White                                                          |
| Dichtung (Poetry)                                           | Collected Poems von Wallace Stevens                                                          |
| Musik (Music)                                               | The Saint of Bleecker Street von Gian Carlo Menotti                                          |